# Turfsingel (Groningen)
De Turfsingel is een water in Groningen, dat deel uitmaakt van de Diepenring en is gelegen tussen de Ebbingebrug en de Sint Jansbrug. Het ontleent zijn naam aan het turfvervoer uit de Drentse venen over de Hunze en het Schuitendiep. Vroeger werd ook de korte naam Singel gebruikt.
Ter hoogte van de Turfstraat bevindt zich een uitstulping van de wal welke in de loop der jaren gevormd zou zijn door het turf dat tussen wal en schip viel. Beno Hofman had hiervoor een andere verklaring: een overgebleven stukje singelwal dat tot 1941 werd gebruikt om kalk op te slaan.
Op het gedeelte tussen Maagdenbrug en Ebbingebrug werd in de 19e eeuw de groentenmarkt gehouden.

## Bebouwing
Aan het begin van het Boterdiep staat ook het BIM-station, het laatste nog functionerende (voormalige) Esso-tankstation van Dudok dat bewaard is gebleven.
Sinds 1882 staat op nummer 82 het Praedinius Gymnasium en op nummer 86 de Stadsschouwburg, gebouwd in 1883. Het gebouw staat op het terrein van het vroegere Arsenaal.
Aan de oostzijde van de Turfsingel stond op het terrein van het voormalige Boumanshof decennialang de suikerraffinaderij en stroopfabriek van Willem Albert Scholten. Na de afbraak zijn over het terrein de W.A. Scholtenstaat en de Vlasstraat aangelegd. Op de hoek van de W.A. Scholtenstraat en de Turfsingel staat het oude woonhuis en kantoor van Jan Evert Scholten, dat thans, na verbouw en aanbouw, dienstdoet als Logegebouw der Vrijmetselaren. Aan Turfsingel 10 is een van de drie nog resterende pothuizen van Groningen aangebouwd.

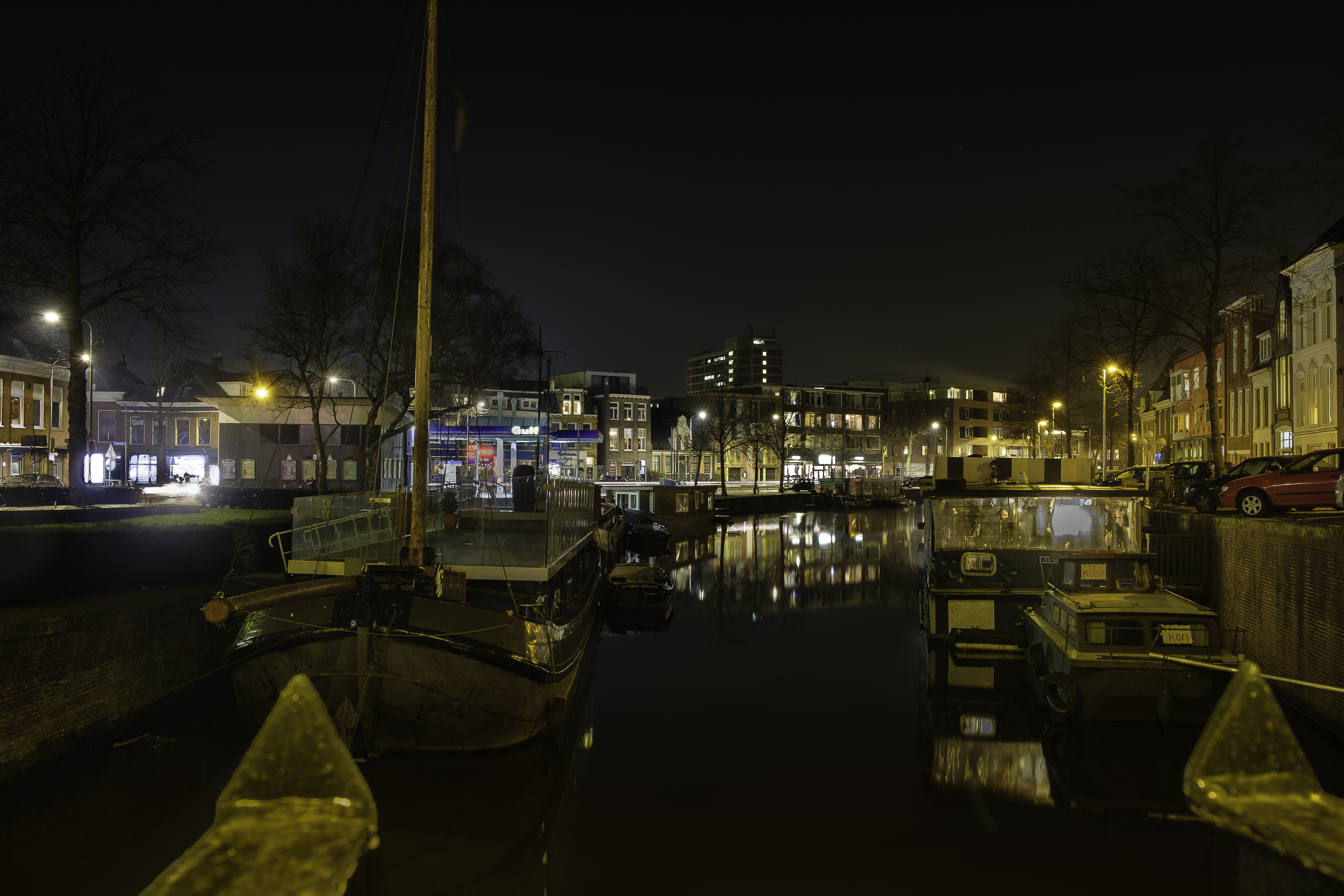
De Turfsingel bij avond gezien vanaf de Ebbingebrug
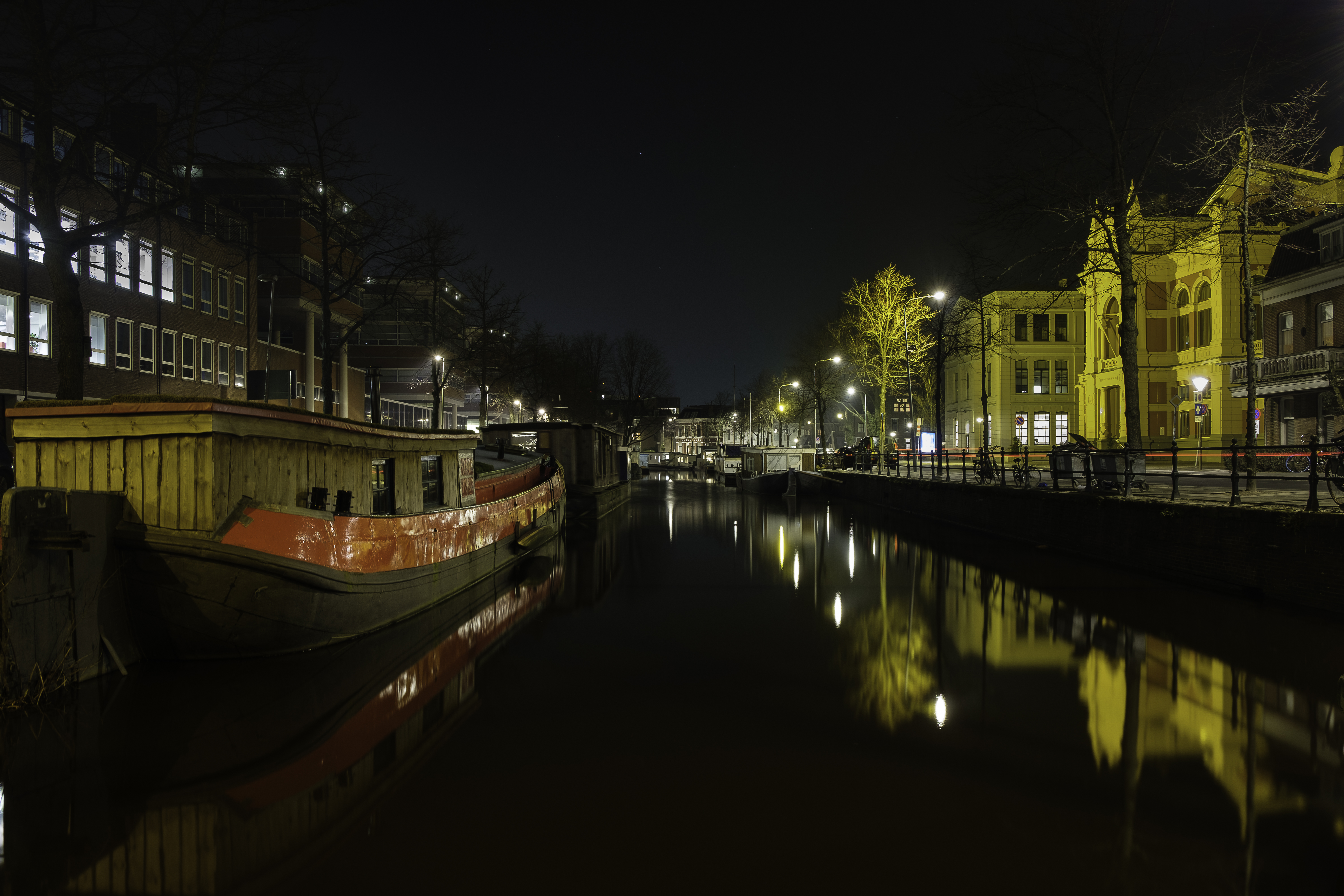
De Turfsingel vanaf de Sint Jansbrug
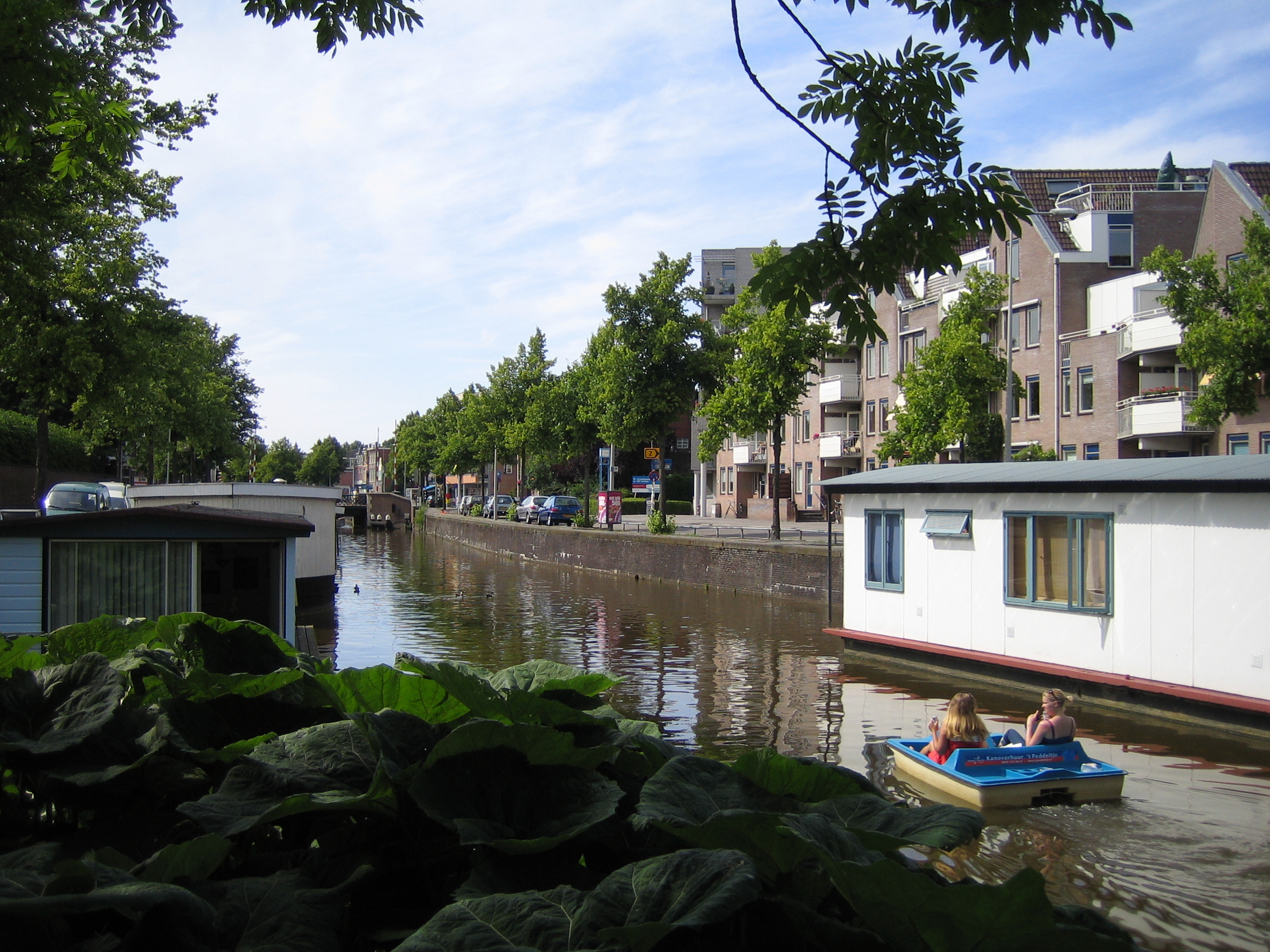
gezien vanaf de Turfstraat richting W.A. Scholtenstraat
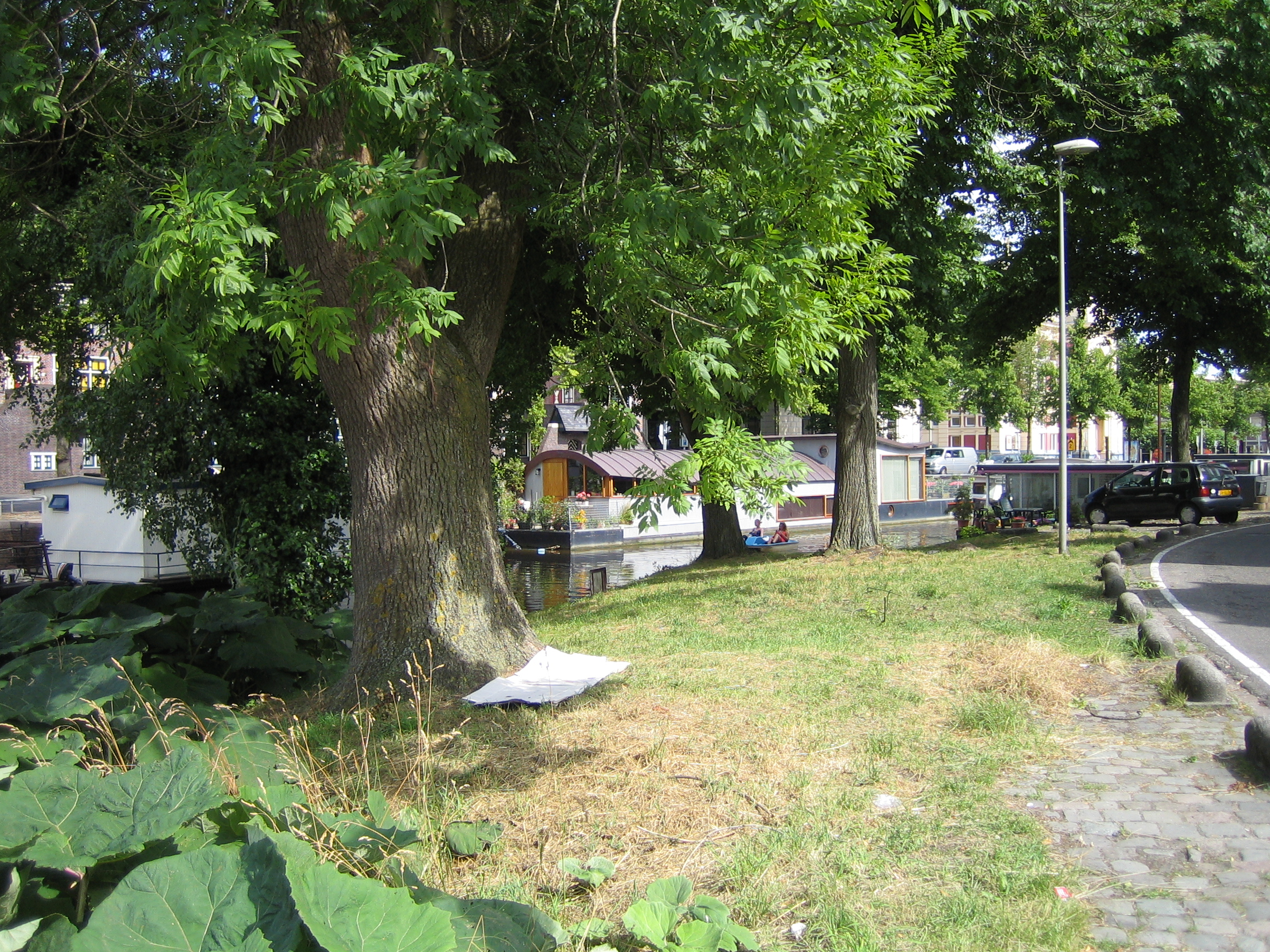
gezien vanaf de Turfstraat richting de Stadsschouwburg - plek waar turf werd overgeslagen
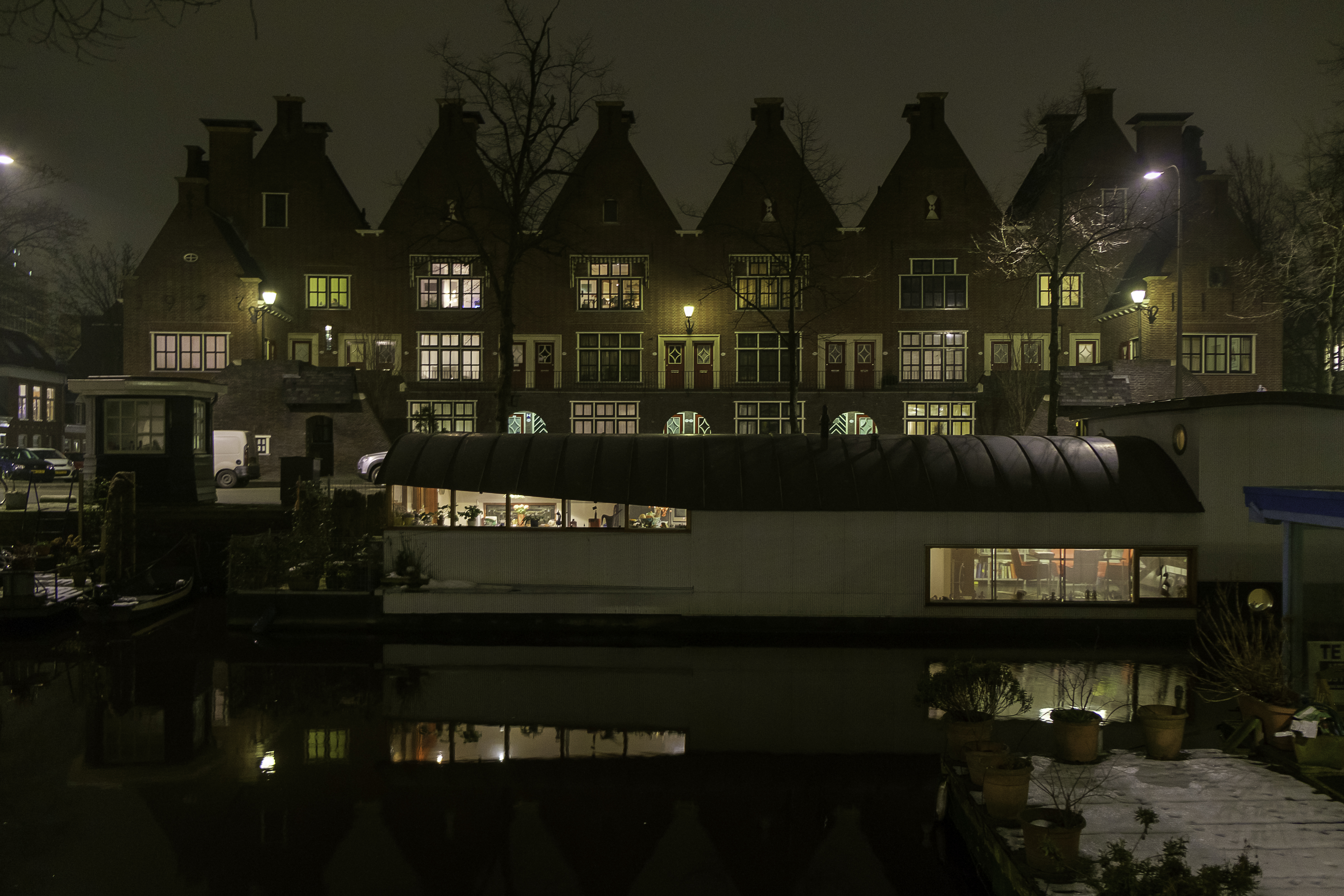
Woningbouwcomplex in de stijl van de Delftse School aan de Turfsingel (1937, Siebe Jan Bouma)
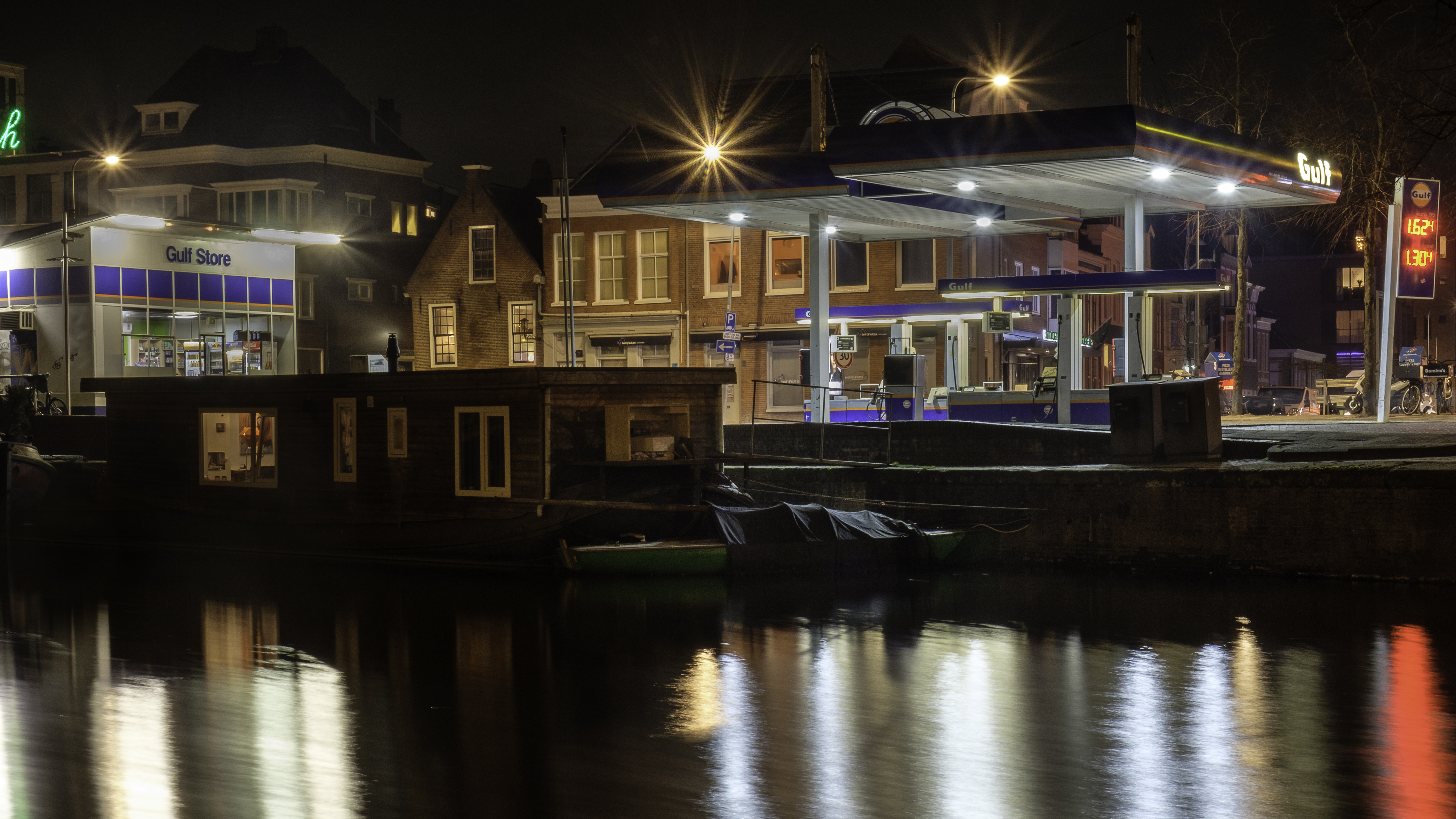
Het voormalige pompstation aan de Turfsingel

## Monumenten
De Turfsingel telt veertien panden die zijn aangewezen als rijksmonument. Zeven panden  worden beschermd als gemeentelijk monument.
| Adres                                | Bouwjaar | Beschrijving                                                           | Monument  | Foto |
| ------------------------------------ | -------- | ---------------------------------------------------------------------- | --------- | ---- |
| Turfsingel 1 Hoek Oude Ebbingestraat |          | Voormalige apotheek                                                    | RM 18643  |      |
| Turfsingel 3                         | 1905     | Groninger Crediet- en Handelsbank ontworpen door A.Th. van Elmpt       | RM 486431 |      |
| Turfsingel 4                         | 1950     | Voormalige garage, ontworpen door F. Klein                             | GM 104388 |      |
| Turfsingel 9                         | 17e eeuw | Pand, drie laags onder schilddak                                       | GM 103359 |      |
| Turfsingel 10                        |          | Hoekpand onder zadeldak, verdiepte begane grond met pothuis            | RM 18706  |      |
| Turfsingel 13                        | 17e eeuw | Woonhuis, twee verdiepingen met zolder onder plat dak                  | GM 107534 |      |
| Turfsingel 16                        | 1954     | Benzinepomp ontworpen door W.M. Dudok                                  | RM 530857 |      |
| Turfsingel 19                        | 18e eeuw | Eenvoudig pand met achter Vlaamse topgevel                             | RM 18702  |      |
| Turfsingel 23                        | 19e eeuw | Eenvoudig pand met verdieping onder zadeldak                           | RM 18703  |      |
| Turfsingel 24-26                     |          | Onderkelderd pand met dwars zadeldak tussen topgevels                  | RM 18707  |      |
| Turfsingel 29                        |          | Pand met verdieping onder dwars zadeldak                               | RM 18704  |      |
| Turfsingel 35                        | 17e eeuw | Voorhuis tweelaags, met drielaags achterhuis wellicht later aangebouwd | GM 103366 |      |
| Turfsingel 37                        | 17e eeuw | Voorhuis, tweelaags met achterhuis, eenlaags met mansardedak           | GM 103367 |      |
| Turfsingel 39                        | 17e eeuw | Voorhuis, tweelaags met achterbeuk                                     | GM 103368 |      |
| Turfsingel 41 Hoek Kattenhage        | 17e eeuw | Hoekhuis                                                               | GM 106817 |      |
| Turfsingel 45                        |          | Pand zonder verdieping onder groot dwars zadeldak met Vlaamse top      | RM 18705  |      |
| Turfsingel 47                        | 1880     | Bedrijfspand met bovenwoning                                           | RM 486441 |      |
| Turfsingel 51                        | 1880     | Woonhuis, boven- en benedenwoning                                      | RM 486448 |      |
| Turfsingel 64-74                     | 1937     | Woningbouwcomplex in Delftse School ontworpen door S.J. Bouma          | RM 486455 |      |
| Turfsingel 82                        | 1882     | Praediniusgymnasium ontworpen door J.G. van Beusekom                   | RM 486483 |      |
| Turfsingel 86                        | 1883     | Stadsschouwburg ontworpen door F.W. van Gendt en H.P. Vogel.           | RM 486431 |      |

Achter de Muur · 
Akerkhof · 
Akerkstraat · 
Broerstraat · 
Brugstraat ·
Bruine Ruiterstraat ·
Burchtstraat · 
Butjesstraat ·
Carolieweg ·
Coehoornsingel · 
Donkersgang · 
Driften · 
Emmaplein · 
Folkingestraat · 
Folkingedwarsstraat ·
Ganzevoortsingel · 
Gasthuisstraatje ·
Gedempte Kattendiep ·
Gedempte Zuiderdiep ·
Gelkingestraat ·
Grote Kromme Elleboog ·
Grote Markt ·
Guldenstraat ·
Guyotplein ·
Haddingestraat ·
Haddingedwarsstraat ·
Hardewikerstraat ·
Hereplein · 
Herebinnensingel ·
Heresingel ·
Herestraat ·
Hoekstraat ·
Hofstraat ·
Hoge der A ·
Hoogstraatje ·
Jacobijnerstraat ·
Kleine der A ·
Kattenhage ·
Kleine Kromme Elleboog ·
't Klooster ·
Kostersgang ·
Koude Gat ·
Kreupelstraat ·
Kwinkenplein ·
De Laan ·
Lage der A ·
Lopende Diep ·
Lutkenieuwstraat ·
Marktstraat ·
Martinikerkhof ·
Munnekeholm ·
Muurstraat ·
Naberstraat ·
Nieuwe Boteringestraat ·
Nieuwe Ebbingestraat ·
Nieuwe Kerkhof ·
Nieuwe Kijk in 't Jatstraat ·
Nieuwe Markt ·
Nieuwstad ·
Noorderhaven ·
Oosterstraat ·
Ossenmarkt ·
Oude Boteringestraat ·
Oude Ebbingestraat ·
Oude Kijk in 't Jatstraat ·
Papengang ·
Pausgang · 
Pelsterstraat ·
Peperstraat ·
Poelestraat ·
Praediniussingel ·
Rademarkt ·
Radesingel ·
Reitemakersrijge ·
Rode Weeshuisstraat ·
Schoolstraat · 
Schoolholm · 
Schuitemakersstraat ·
Schuitendiep · 
Sieboldsgang · 
Singelstraat · 
Sint Jansstraat ·
Sint Walburgstraat ·
Spilsluizen ·
Stationsstraat ·
Steentilstraat ·
Stoeldraaierstraat · 
Torenstraat · 
Turfstraat ·
Turfsingel ·
Turftorenstraat ·
Ubbo Emmiussingel ·
Vismarkt ·
Visserstraat ·
Waagstraat ·
Zoutstraat ·
Zwanestraat